# Cathy Raspotnik
Cathy Raspotnik-Fernandez, née en 1961, est une joueuse française de water-polo.

## Carrière
Avec l'équipe de France féminine de water-polo, Cathy Raspotnik est médaillée de bronze aux Championnats d'Europe 1987. Elle est finaliste de la Coupe des champions de water-polo féminin en 1988 avec les Dauphins de Créteil.